# El vado (Claudio de Lorena)
El vado, también conocido como Paisaje con pastores, es un cuadro realizado por el pintor francés del Barroco Claudio de Lorena. Mide 68 cm de alto y 99 cm de ancho, y está pintado al óleo sobre lienzo. Fue pintado en 1644 y se encuentra en el Museo del Prado, en Madrid.

## Historia

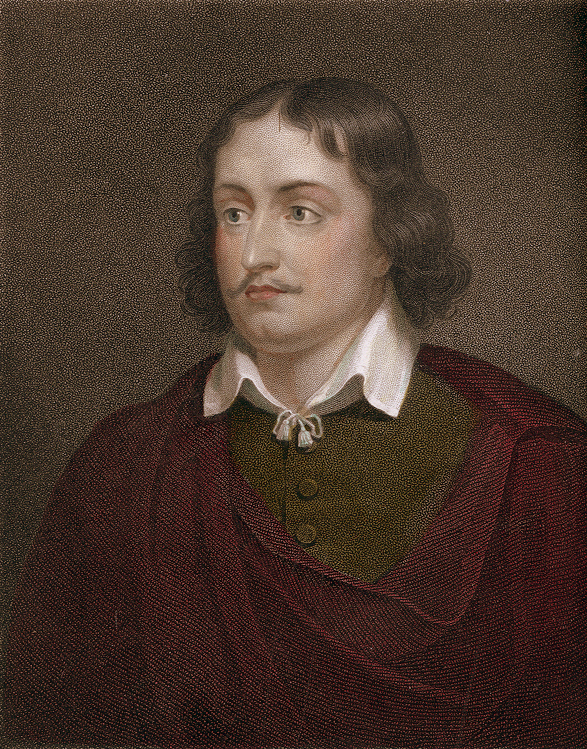
Claudio de Lorena

Claudio de Lorena fue un pintor francés establecido en Italia. Perteneciente al período del arte Barroco, se enmarca en la corriente denominada clasicismo, dentro del cual destacó en la pintura de paisaje. En su obra reflejó un nuevo concepto en la elaboración del paisaje basándose en referentes clásicos —el denominado «paisaje ideal»—, que evidencia una concepción ideal de la naturaleza y del propio mundo interior del artista. Esta forma de tratar el paisaje le otorga un carácter más elaborado e intelectual y se convierte en el principal objeto de la creación del artista, la plasmación de su concepción del mundo, el intérprete de su poesía, que es evocadora de un espacio ideal, perfecto.
Se desconoce quién encargó el cuadro. En 1746 consta como propiedad de Felipe V de España en el palacio de La Granja. En 1794 consta en el palacio de Aranjuez, al menos hasta 1827. Posteriormente pasó al Museo del Prado con el número de catálogo PO2257.
Esta obra formaba pareja (pendant) con otro cuadro perdido o destruido a inicios del siglo XIX. En el inventario de La Granja se lee: «Dos países en lienzo de Claudio de Lorena, el uno con un río que van vadeando unos bueyes hacia una fábrica o portal de columnas y el otro con otro río a cuya orilla hay dos fábricas, la una en figura redonda y la otra cuadrada, de tres quartas y dos dedos de alto, vara y ocho de ancho».
Está firmado abajo a la derecha: CLAVDIO GELLE f ROMA 164[...]. Figura en el Liber Veritatis —un cuaderno de dibujos donde Claudio dejaba constancia de todas sus obras para evitar las falsificaciones— con el número 85 y la inscripción «para Roma».

## Descripción

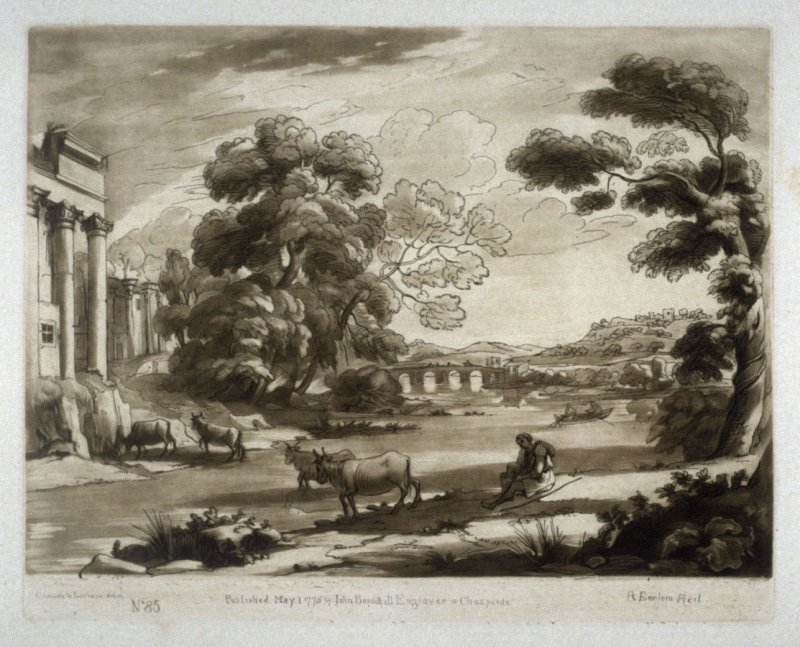
Dibujo 85 del Liber Veritatis de Claudio, correspondiente a este cuadro

Este paisaje pertenece al período de madurez del artista. Por entonces Claudio era uno de los más famosos paisajistas de Europa, honrado por soberanos como Urbano VIII y Felipe IV. En los años 1640 recibió la influencia de Rafael —a través de los grabados de Marcantonio Raimondi—, especialmente en las figuras, así como de Annibale Carracci y Domenichino, como se denota en sus obras Paisaje con San Jorge y el dragón (1643), Paisaje con Apolo custodiando los rebaños de Admeto y Mercurio robándoselos (1645) y Paisaje con Agar y el ángel (1646).
El paisaje domina la casi totalidad de la composición, una típica estampa de la campiña romana que solía representar Claudio en sus obras. En primer término en la parte inferior del cuadro aparece un pastor sentado, descalzándose para atravesar el río, mientras que cuatro vacas cruzan el vado que da nombre al cuadro. Al otro lado se ve a lo lejos otro pastor que ya ha cruzado. En la parte central una barca surca el río, mientras que al fondo hay un puente que lo atraviesa. A ambos lados del río, en la parte central y derecha del cuadro, se yerguen unos altos árboles, mientras que a la izquierda se alzan unos edificios de aspecto clásico. El artista se recrea como es habitual en sus obras en los efectos lumínicos creados por el cielo, el agua y la vegetación, plenos de transparencias y reflejos que otorgan al cuadro un aspecto brillante y apacible, recreando un instante de ensoñación ideal, un aire bucólico que es constante en la producción de Lorena.
La composición del cuadro se basa en un anterior grabado de Claudio de 1636 (Blum nº 18). A su vez, repitió esta misma composición en Paisaje con pastores (1670, Alte Pinakothek, Múnich). Existe otra versión de este cuadro conservada en el California Palace of the Legion of Honor en San Francisco, cuya atribución dudan los expertos entre el propio Claudio o alguno de sus discípulos o imitadores, como Angeluccio, Gian Domenico Desiderii, Gaspard Dughet o Sébastien Bourdon.
Esta es una de las obras más logradas de Claudio, más que la serie de ocho cuadros encargados por Felipe IV para el palacio del Buen Retiro entre 1635 y 1640, en dos grupos: cuatro de formato longitudinal (1635-38: Paisaje con las tentaciones de San Antonio, Paisaje con San Onofre, Paisaje con Santa María de Cervelló y un cuarto desconocido) y cuatro de formato vertical (1639-41: Paisaje con Tobías y el Arcángel Rafael, Paisaje con el embarque en Ostia de Santa Paula Romana, Paisaje con Moisés salvado de las aguas del Nilo y Paisaje con el entierro de Santa Serapia). En El vado muestra un alto grado de maestría en la ejecución del lienzo, lo que supone una seña de madurez y un punto álgido en la producción del artista.